# European School of Management and Technology

ESMT Berlin. The business school founded by business.

A ESMT Berlin (Escola Européia de Gerenciamento e Tecnologia) é uma instituição privada, de educação executiva situada em Berlim, Alemanha.
A ESMT Berlin foi fundada oficialmente em outubro de 2002, graças a iniciativa conjunta de 25 renomadas empresas e instituições Alemãs. Baseada na vibrante e amigável cidade de Berlim, a ESMT Berlin é uma instituição internacional privada de educação executiva com claro enfoque europeu, oferecendo programa de MBA em período integral (desde 2006), programa de MBA Executivo (desde 2007), programa de Master´s in Management e outros programas de educação executiva (desde 2003). A instituição dispõe ainda de uma unidade interna de consultoria, focada na pesquisa acadêmica e especializada em análise de competitividade econômica e em regulamentação. Descobertas do corpo docente da ESMT Berlin são divulgados em publicações acadêmicas internacionais. A pesquisa acadêmica  fornece ainda perspectivas profundas e avançadas tanto para a comunidade empresarial quanto para os estudantes, graças a publicação de estudos de casos e de artigos sobre gestão empresarial. Os professores da ESMT Berlin vem de uma ampla diversidade de países e áreas de formação, e colaboram em ambiente acadêmico de primeira linha. Esta rara integração de pesquisa acadêmica e experiência prática faz da ESMT Berlin um local fora de série para a geração de conhecimento relevante e inovador.

## Programas
A ESMT Berlin oferece MBA em período integral, MBA Executivo a tempo parcial, Master´s in Management em período integral e vários outros programas de educação executiva:

### MBA

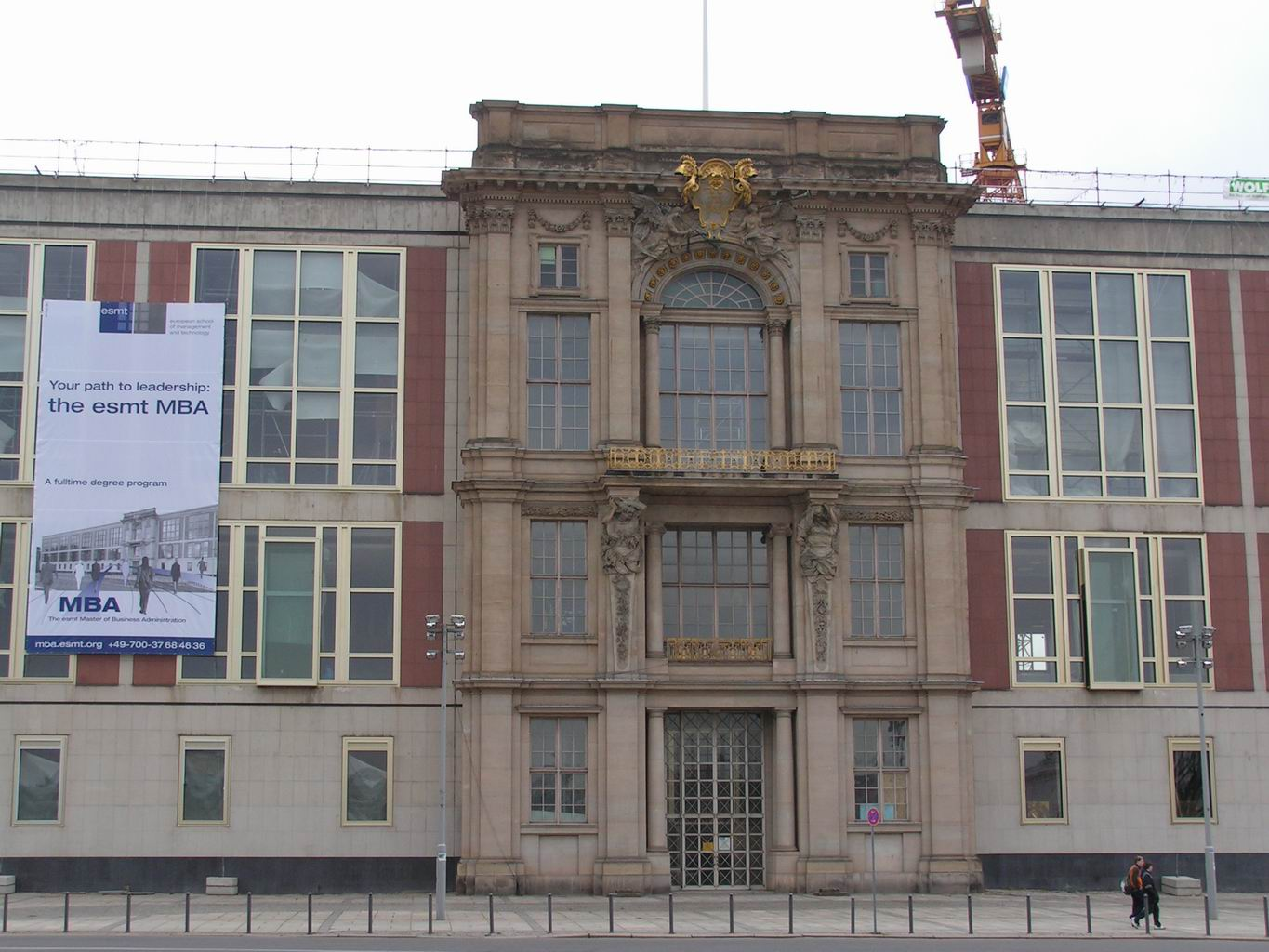
Sedem em Berlin (antigo „Staatsratsgebäude“)

O MBA em período integral da ESMT Berlin é ministrado em inglês etem um ano de duração começando em Janeiro de cada ano. A turma de 2016 é constituída de 66 estudantes em representaçao de 40 países.
A ESMT Berlin oferece uma série de bolsas de estudo por mérito
O programa de estudosconsiste em duas fases. Durante os primeiros sete meses os estudos são focados em competencial gerencial, enquanto que desafios em liderança são abordados durante os cinco meses restantes. Empresas parceiras se envolvem ativamente na troca de experiências e projetos reais enriquecem o programa de MBA. Além de mentor acadêmico, cada estudante tem mentor corporativo para orientar no desenvolvimento pessoal. O programa com um ano de duração custou 38,000 euros.

### MBA Executivo (EMBA)
O MBA executive a tempo parcial da ESMT Berlin começou no outono de 2007, também é ministrado em inglês e tem 18 meses de duração. O programa é focado em gerenciamento internacional e em tecnologia e inovação. O MBA consiste de aulas presenciais e tarefas na web. Durante o programa os estudantes se reúnem no campus da ESMT Berlin e outras localizações. O programa inclúe um seminario de campo internacional. O programa custou 57.500 euros.
Os requisitos de admissão são similares aos do MBA em período integral, porém exige-se ainda sólida experiência gerencial.

### Master's in Management
Em Setembro 2014, a ESMT Berlin iniciou o novo Master´s in Managment. O programa é dirigido a pessoas jovens com conhecimentos quantitativos avançados que querem desenvolver o seu conhecimento do negócio e a gestão da tecnologia. O programa em período integral é ministrado em inglês e tem dois anos de duração.

### Pré-requisitos
Os pré-requisitos para participação para todos os programas incluem curso superior, vários anos de experiência profissional para o MBA  e sólida experiência gerencial para o EMBA. O Master´s in Management não exige experiência profissional. Alguns candidatos deben presentar o resultado do teste GMAT. A seleção final é feita através de entrevistas dos candidatos por membros do corpo docente da ESMT Berlin.

## Formação para executivos

### Programas de Desenvolvimento de Executivos (PDE)
A ESMT Berlin oferece atualmente inúmeros programas de desenvolvimento de executivos em Inglês e em Alemão. O portfólio abrange programas curtos, com uma duração de 2-5 dias e programas mais longos, que são realizadas em vários módulos. Os programas abrangem temas como estratégia, tecnologia de gestão, finanças, tomadas de decisão, negociação, liderança e gestão de mudanças.

### Soluções Personalizadas (SP)
O ESMT Berlin CS oferece às empresas programas feitos por medida. Os módulos do programa são preparados com antecedência, juntamente com os representantes da empresa. Conferencistas especializados em diversos áreas: bens de consumo e venda a retalho, serviços financeiros, tecnologias de informação e comunicação, indústrias com base nas tecnologias, e telecomunicações, transportes e empresas de fornecimento de energia e utilidades.

### Diploma de Pós-Graduação em Gestão (DPG)
O Diploma de Pós-Graduação em Gestão é um novo certificado de nível universitário, oferecido pela ESMT Berlin aos participantes, tanto de programas de desenvolvimento de executivos, como de programas personalizados. Para adquirir este diploma, os candidatos devem inscrever-se para um mínimo de três semanas de programa (18 dias), distribuídos por um período de 30 meses.

## Fundadores e Patronos
- Airbus Group
- Allianz SE
- Axel Springer AG
- Bayer AG
- Bayerische Hypo- und Vereinsbank AG
- Bayerische Motoren Werke AG
- Federação das Indústrias Alemãs (Bundesverband der Deutschen Industrie, BDI)
- Confederação dos Empregadores Alemães (Bundesvereinigung der Deutschen Arbeitgeberverbände, BDA)
- Daimler AG
- Deutsche Bank AG
- Lufthansa AG
- Deutsche Post AG
- Deutsche Telekom AG
- E.ON AG
- GAZPROM Germania GmbH
- KPMG Deutsche Treuhand-Gesellschaft AG
- MAN AG
- McKinsey & Company, Inc.
- Münchener Rückversicherungs-Gesellschaft AG
- Robert Bosch GmbH
- RWE AG
- SAP AG
- Siemens AG
- The Boston Consulting Group (Deutschland) GmbH
- thyssenkrupp AG